# Gold Hill (Colorado)
Gold Hill és una concentració de població designada pel cens dels Estats Units a l'estat de Colorado. Segons el cens del 2000 tenia 210 habitants.

## Demografia
Segons el cens del 2000, Gold Hill tenia 210 habitants, 90 habitatges, i 47 famílies. La densitat de població era de 40,3 habitants per km².
Dels 90 habitatges en un 33,3% hi vivien nens de menys de 18 anys, en un 46,7% hi vivien parelles casades, en un 2,2% dones solteres, i en un 46,7% no eren unitats familiars. En el 35,6% dels habitatges hi vivien persones soles l'1,1% de les quals corresponia a persones de 65 anys o més que vivien soles. El nombre mitjà de persones vivint en cada habitatge era de 2,33 i el nombre mitjà de persones que vivien en cada família era de 3.
Per edats la població es repartia de la següent manera: un 22,9% tenia menys de 18 anys, un 4,8% entre 18 i 24, un 37,1% entre 25 i 44, un 32,4% de 45 a 60 i un 2,9% 65 anys o més.
L'edat mediana era de 40 anys. Per cada 100 dones de 18 o més anys hi havia 116 homes.
La renda mediana per habitatge era de 48.750 $ i la renda mediana per família de 76.850 $. Els homes tenien una renda mediana de 48.929 $ mentre que les dones 12.105 $. La renda per capita de la població era de 24.675 $. Cap de les famílies estaven per davall del llindar de pobresa.

## Poblacions més properes
El següent diagrama mostra les poblacions més properes.